# Maximilian Brückner
Maximilian Brückner (født 10. januar 1979 i Riedering i Bayern) er en tysk film-, fjernsyns- og teaterskuespiller.
Han gik på den velrenommerede teaterskole Otto Falckenberg Schule, og fik sit første engagement ved Münchner Volkstheater. Han har medvirket i film- og fjernsynsproduktioner siden 2003.
Han har fået flere priser.